# Enciclopédia online
Enciclopédia online é um grande banco de dados de informação útil e acessível através da World Wide Web. A ideia de construir uma enciclopédia livre usando a Internet pode ser atribuída, pelo menos, à proposta da Interpedia de 1993, que foi planejada como uma enciclopédia na Internet para que todos possam contribuir com materiais. O projeto nunca saiu do estágio de planejamento e foi ultrapassado pela explosão da World Wide Web, o surgimento de motores de pesquisa de alta qualidade e a conversão do material existente.